# Tauridský palác
Tauridský, respektive Tavridský palác (rusky Таврический дворец) je jedna z nejrozlehlejších staveb Petrohradu.

## Historie

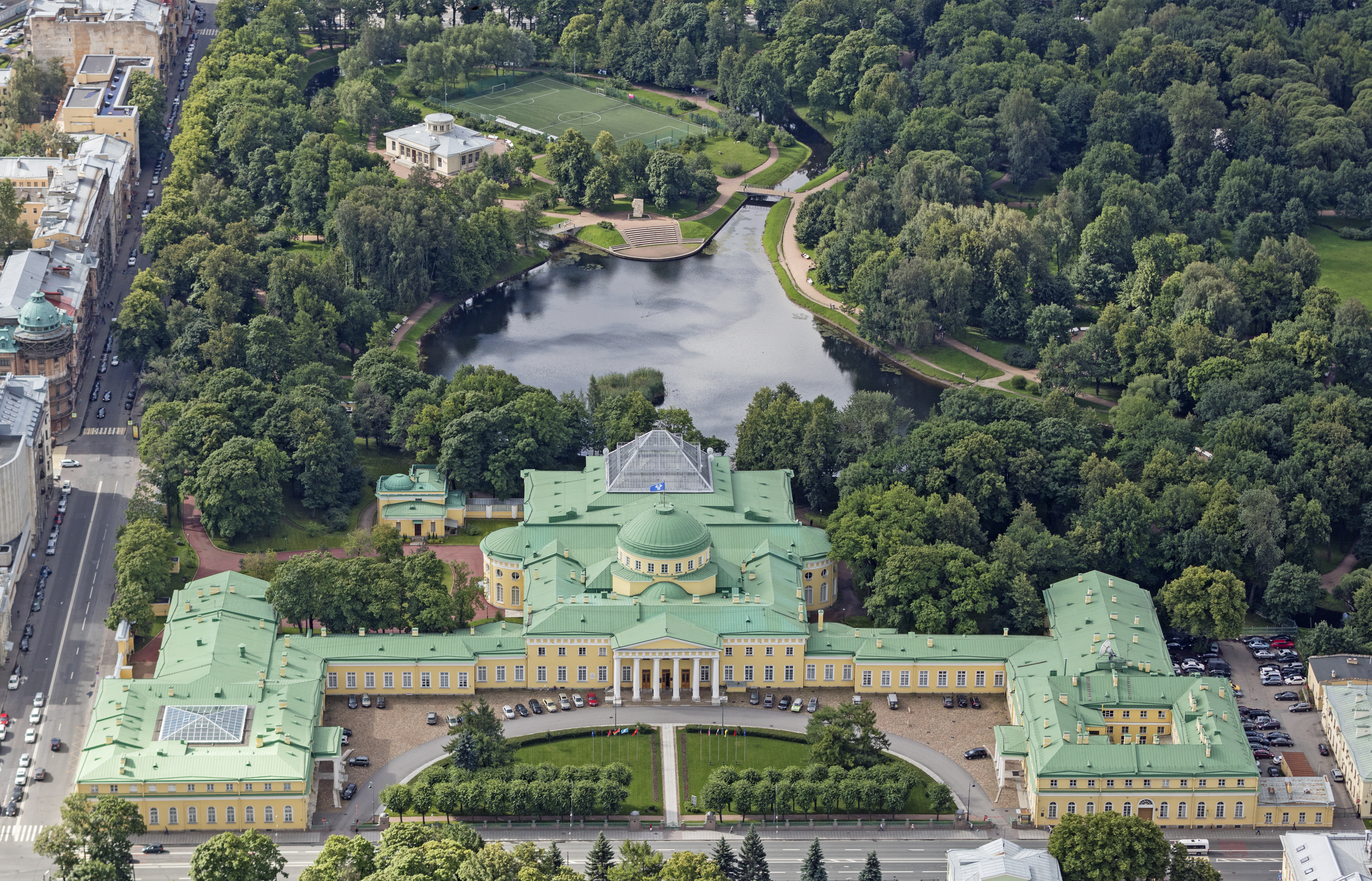
Palácový komplex z ptačí perspektivy

Palác nechal v letech 1783–1789 vystavět slavný ruský politik Grigorij Alexandrovič Potěmkin.
V budově se odehrály významné události ruské historie. V letech 1906-1917 zde zasedala Státní duma (dolní komora) parlamentu Ruského impéria.